# 見える子ちゃん
『見える子ちゃん』（みえるこちゃん）は、泉朝樹による漫画作品。2018年11月2日より『ComicWalker』（KADOKAWA）にて連載を開始し、2021年7月16日より『ComicWalker』内の新レーベル『WebComicアパンダ』に移籍して連載中。単行本は2019年4月22日より刊行されている。累計発行部数は2024年10月時点で300万部を突破している。
2018年、泉朝樹が本作品をTwitterで発表したところ、6万回以上リツイートされ、18万以上のいいねを獲得するなど話題となり、同年11月2日よりComicWalkerで連載を開始した。2021年10月から12月までテレビアニメが放送された。実写映画は2025年6月6日に公開された。

## 制作経緯・評価
作者である泉朝樹（以下、泉）曰く、周囲の作家達がTwitterに漫画を投稿し、バズっている様子を羨ましく思い、連載化や単行本化も視野に作品の構想にかかった。その後、泉は「双子の兄弟と双子の姉妹のドタバタバイオレンスコメディ」と「ヤバいのが見えるようになったJKが全力で見えないフリする話」を考案し、相談がてら妻であるいずみえもにプレゼンテーションをしたところ後者を描くよう勧められ、採用した。また、タイトルもいずみえもがつけたという。
2018年、泉が本作品をTwitterに投稿したところ、第1話が5万回のリツイートと16万のいいねを記録。この記録について泉は、投稿する前から手応えはあったが、あそこまで反響があったのは予想外だったと述懐している。
第1話投稿後、複数の出版社からオファーされ、泉は最初に声をかけ、熱意を強く感じたKADOKAWAで連載することとし、2018年11月2日よりComicWalkerで連載を開始。本作をオファーした理由について、担当編集者は女の子の可愛いらしさと化け物のおぞましさといった相反する絵柄を描き分けられる泉の画力の高さと話の広がりが期待出来る点を指し、1話完結のストーリーだが、縦筋といえるメインテーマを据えることで多数の人に読んで貰える作品になり得ると評している。

### 受賞
| 受賞年月   | 賞・ランキング                                | 順位 | 主催者・開催者             | 出典          |
| ---------- | --------------------------------------------- | ---- | -------------------------- | ------------- |
| 2019年8月  | 次にくるマンガ大賞2019 Webマンガ部門          | 10位 | ニコニコ漫画、ダ・ヴィンチ | [ 11 ]        |
| 2019年12月 | ニコニコ漫画年間ランキング2019 公式マンガ部門 | 2位  | ニコニコ漫画               | [ 12 ]        |
| 2020年1月  | 全国書店員が選んだおすすめコミック2020        | 9位  | 日本出版販売               | [ 13 ]        |
| 2020年6月  | 第4回みんなが選ぶTSUTAYAコミック大賞          | 7位  | TSUTAYA                    | [ 14 ] [ 15 ] |
| 2021年6月  | 第5回みんなが選ぶTSUTAYAコミック大賞          | 10位 | TSUTAYA                    | [ 16 ]        |

## ストーリー
第1話 - 第9話（1巻）
ある日突然、普通の人間には見えない存在が見えるようになった女子高生のみこは、その存在に怯えながらも立ち向かわずに精一杯平常心を装い、見えないふりをしてやり過ごすこととなる。
第10話 - 第16話（2巻）
日に日にこの世ならざる者の姿が鮮明に見えるようになってきたみこの前に「ゴッドマザーの一番弟子」を自称し、霊能者を志す同級生ユリアが現れ、みこは以前にも増して、そのスルースキルを試されることとなる。
第17話 - 第23話（3巻）
みこ達のクラス担任として着任した青年、遠野善。彼は異様な化け物達に囲まれており、みこはその様子に怯えながらも善に取り憑く化け物がハナの特殊な体質によって、ハナに何らかの影響を来していると疑い、善と彼に取り憑く化け物について探りを入れることを決意し、善に近づく。
第24話 - 第28話（4巻）
謎の神社に現れた狐の怪の加護を受けたみこは、「さんかい」（3回）の加護を使い終え、守ってくれたことへのお礼参りをするために発端となった謎の神社に再び赴くこととなる。
第29話 - 第33話（5巻）
ゴッドマザーから窮地を救ってもらい、「もう2度と神社には近づいてはならない」と警告を受けたみこは、ゴッドマザーの教えに従い、神社の一件から身を引くこととなるが、ロムの企みによって再び神社に赴くことを決意する。
第34話 - 第37話（6巻）
「さんかい」の件を解決すべく、ゴッドマザー、ロムと共に発端となった神社を訪れたみこは、磨き上げてきたスルースキルとロムから渡されたパワーグッズを携え、山の神様をおびき出すための囮となる。
第38話 - 第41話（7巻）
化け物との闘いの末、「さんかい」の一件に決着がついたのも束の間、みこたちのクラスに、化け物に取り憑かれた転校生・一条みちるが現れる。
第42話 - 第46話（8巻）
異様な化け物に取り憑かれた転校生みちるは、みこに対して強い関心を寄せ、徐々に行動がエスカレートする中、みこは不幸に見舞われ検査入院をすることとなる。病院内で起きる怪奇に苦慮する中、みこは怪現象の調査のために潜入したロムと出会し、みちるのことを相談する。

## 登場人物
声の項は特記が無い限り、テレビアニメ版の声優。

### 主要人物
四谷 みこ（よつや みこ）
演 - 原菜乃華
声 - 雨宮天 / 種﨑敦美（デジタルコミック）
本作の主人公。ある日突然、異形なヤバイやつが見えるようになった女子高生。
突然見えるようになった普通の人間には見えない存在に怯えながらもヤツらに見えていることを悟られないよう、平常心を装い、やり過ごすが、所構わず現れるヤツらに困惑し、泣きそうになるほど怖がる。
一時はヤツらからの防御力として市販の数珠を購入して身につけたが、思うような効果は現れず、さらに強力な数珠を求めてゴッドマザーの店を訪れ、店で一番強力な数珠をもらったが、渡された直後に壊れてしまう。
親友想いな一面があり、普段はヤツらを無視してやり過ごすが、善に取り憑く化け物がハナに何らかの影響を及ぼしていると悟った際、善とハナを遠ざけるために体を張って善を尾行し、初めは善が動物虐待事件の犯人ではないかと疑っていたが、善が車に轢かれそうになった猫を咄嗟にかばったことで誤解が解け、和解した。
百合川 ハナ（ゆりかわ ハナ）
演 - 久間田琳加
声 - 本渡楓 / 伊藤彩沙（デジタルコミック）
みこの親友。天真爛漫な明るい性格。朝食後の「朝後ごはん」を欠かさず食べるほど食欲が旺盛で主に胸囲がよく育っている。
ホラーや心霊系の類いは苦手だが、生命オーラが強く化け物を引き寄せやすい体質。また、その生命オーラは食事をすることによって強くなる。
二暮堂 ユリア（にぐれどう ユリア）
演 - なえなの
声 - 佐倉綾音
みこやハナと同学年の女子。みこと同様、この世ならざる者の姿が見え、「ゴッドマザーの一番弟子」を自称し、霊能者を志している。
ゴッドマザーが占い業を廃業したと知った際に最後の客として訪れた、みことハナがゴッドマザーの引退に関与していると疑って彼女たちに近づき、みこが自分と同じ「見える子」であることを知った。また、みこの事をとてつも無い力をもった能力者、ハナの事を膨大な生命オーラを誇る自覚なき能力者、みちるの事をみこの能力に勘づいた能力者であると思い込んでいる。
自分の霊能力に自信を持てておらず、本物の霊能者がどれほどのものか確認するためにロムの心霊ツアーに参加し、最初はロムの胡散臭さにペテン師では無いかと疑っていたが、彼に窮地を救われてから「ロムやゴッドマザーのような本物の霊能者になりたい」と願うようになった。

### 霊能者
ゴッドマザー
声 - 谷育子 / 野津山幸宏（デジタルコミック）
本名はタケダミツエ。
かつては「下町のゴッドマザー」と呼ばれていた霊能者。みこに纏わりつく化け物の存在に気づき、自分の全盛期のパワーを凝縮した店一番の数珠を渡したが、直後に纏わりついている化け物に壊されてしまい、力の限界を感じて霊能者を引退する。
引退後は息子と同居し、畑仕事に従事していたが、みことハナが神社を訪れた際に撮影した写真を見て彼女達の身を案じ、廃業を撤回して霊能者に復帰した。
神童 ロム（しんどう ロム）
ゴッドマザーの元弟子。みこ達同様、この世ならざる者の姿が見える。一見胡散臭そうに見えるが、彼が持つ能力はユリア曰く本物で、トワ子が逸材と評するほどの力がある。不思議な石や塩などのパワーアイテムを高額で販売している。
幼少期はゴッドマザーに育てられ、弟子入りするが、ゴッドマザーの忠告に背いて山の神社に入山し、トワ子が身代わりとなったことで事なきを得る。その出来事が尾を引いており、再び神社へ訪れるために、みこを利用し、今度は自分が見返りの身代わりになろうとしたが、みこ、ゴッドマザーと共に奮闘して決着をつけ、ゴッドマザーと和解した。
岡 トワ子（おか トワコ）
ゴッドマザーの師匠。ゴッドマザーの名付け親。羽振りが良い心霊番組に霊能者として出演している。
人情味のあるゴッドマザーの性格に好感を抱いており、師弟関係の伝手でロムの世話をゴッドマザーに託した。
神社に誘われたロムを助けるため自ら犠牲となり、狐の怪の姿となった。

### みこの家族
四谷 恭介（よつや きょうすけ）
声 - 花守ゆみり
みこの弟。ホラー番組好き。
みこの様子の変化を心配し、彼氏が出来たと勘違いしてみこを尾行したり、神社へ向かって連絡が取れなくなったみこを探したりと、姉想いなところがある。
四谷 真守（よつや まもる）
演 - 滝藤賢一
声 - 鳥海浩輔
みこと恭介の父。既に故人だが、霊となって家族を見守っており、プリンに執着する謎の巨大な霊と行動を共にしている。
みこのプリンを勝手に食べて大喧嘩し、みこと仲直りが出来ないまま亡くなってしまったことを悔やんでいる。
四谷 透子（よつや とうこ）
演 - 高岡早紀
声 - 生天目仁美
みこと恭介の母。

### その他の登場人物
遠野 善（とおの ぜん）
演 - 京本大我
声 - 中村悠一、寺崎裕香（幼少期）
みことハナのクラス担任として着任した臨時教諭。おぞましい異形の化け物に囲まれている。人に興味が無く、他人の名前を覚えることが苦手。ペット不可のマンションに保護した猫を持ち込んだり、車に轢かれそうになった猫を身を挺して助けたりするほどの猫好き。みこやハナとは着任以前から面識があり、公園にいた捨て猫の引き取りを拒否したみこに対し、不信感を抱いていた。
一条 みちる（いちじょう みちる）
声 - 早見沙織（デジタルコミック〈一条みちる編〉）
みこたちのクラスに編入してきた転校生。「ちるる」という芸名で活動している「CHAOSTEEN」の専属モデル。異様な化け物に取り憑かれており、その存在を視認できるみこは、化け物がみちるの上半身を覆っているせいで彼女の顔が見えていない。その影響でみちるは、みこが自分のことを見透かしているように感じ、彼女に興味を抱く。
サトル
声 - 興津和幸、大地葉（幼少期）
善の友人。獣医で善が保護した猫を治療し、里親を探している。
シゲさん
声 - 佐々健太
ゴッドマザーの占いの館の向かいにある靴屋の店主らしき老人。占いの館に訪れたユリアにゴッドマザーが引退したことを伝えるなど、ゴッドマザーとの媒介役を担っている。ゴッドマザーのことを気にかけており、死後もゴッドマザーの前に現れ、ロムがみこを利用して何か企んでいる旨を伝えた。
荒井（あらい）
声 - 堀田茜
声 - 佐藤はな
みことハナのクラス担任。産休のため担任を善に引き継いだ。
木戸（きど）
声 - 櫻井浩美
みこ達の学校の養護教諭。みこに取り憑こうとした化け物を惹きつけるほど色気がある。
豪塚（ごうづか）
声 - 伊丸岡篤
みこが善の引き取りを拒否した猫を引き取った男性。強面だが、猫好きで引き取った猫を「にゃんすけ」と名付けて可愛がっており、奥さんの霊（声 - 櫻井浩美）と2匹の猫の霊に見守られている。SNSのアカウント名は「豪塚@にゃんすけ」。
善の母
声 - 中原麻衣
既に故人。幼少期の善をスパルタ教育で支配し、亡くなった後も善に取り憑いていた。

### 神社関係のキャラクター
山の神様（やまのかみさま）
声 - 山根雅史
「さんかい」の発端となった神社の主。ゴッドマザー曰く、得体の知れない恐ろしい存在。願いを叶える代償として願った者に対して見返りを求める。
狐の怪（きつねのかい）
声 - 松田利冴、松田颯水
山の神様の取り巻き。危機的状況に陥ったみこを助ける。

## 書誌情報
- 泉朝樹 『見える子ちゃん』 KADOKAWA〈MFコミックス〉、既刊12巻（2025年3月22日現在）
  1. 2019年4月23日初版第一刷発行（4月22日発売[17]）、ISBN 978-4-04-065658-8
  2. 2019年10月23日初版第一刷発行（10月21日発売[18]）、ISBN 978-4-04-064092-1
  3. 2020年3月23日初版第一刷発行（3月21日発売[19]）、ISBN 978-4-04-064498-1
  4. 2020年9月23日初版第一刷発行（9月23日発売[20]）、ISBN 978-4-04-064898-9
  5. 2021年3月23日初版第一刷発行（3月22日発売[21]）、ISBN 978-4-04-680257-6
  6. 2021年10月22日初版第一刷発行（10月22日発売[22]）、ISBN 978-4-04-680715-1
  7. 2022年3月23日初版第一刷発行（3月22日発売[23]）、ISBN 978-4-04-681219-3
  8. 2022年10月23日初版第一刷発行（10月21日発売[24]）、ISBN 978-4-04-681772-3
  9. 2023年5月23日初版第一刷発行（5月23日発売[35]）、ISBN 978-4-04-682240-6
  10. 2024年2月22日初版第一刷発売[36]、ISBN 978-4-04-682879-8
  11. 2024年10月23日初版第一刷発売[37]、ISBN 978-4-04-683993-0
  12. 2025年3月22日初版第一刷発売[38]、ISBN 978-4-04-684470-5
- 『見える子ちゃん 公式アンソロジーコミック』KADOKAWA〈MFコミックス〉、2021年11月22日初版第一刷発行（11月22日発売[39]）、ISBN 978-4-04-680532-4

## テレビアニメ
2021年10月から12月までAT-Xほかにて放送された。

### スタッフ
- 原作 - 泉朝樹[26]
- 監督 - 小川優樹[26]
- 助監督 - 間島崇寛[26]
- 監督補佐 - 松島慎太郎[26]
- シリーズ構成・脚本 - 猪原健太[26]
- キャラクターデザイン - 嘉手苅睦[26]
- サブキャラクターデザイン - Tin、亀谷響子、蟄居太[26]
- 化け物デザイン - うのまこと、森木靖泰、蟄居太、平田雄三、飯島弘也、小田裕康[26]
- 衣装デザイン - 高品有桂[26]
- プロップデザイン - うめつゆきのり[26]
- 美術設定 - 岩澤美翠[26]、渡辺伸[26]、宮田遥可
- 美術監督 - 岡本綾乃[26]、中田洵輝（第1、3、5、6話）
- 色彩設計 - 歌川律子[26]
- コンセプトコンポジット - 高津純平[26]
- 撮影監督 - 楊暁牧[26]
- 編集 - 丹彩子[26]
- 音響監督 - 郷文裕貴[26]
- 音響効果 - 宅間麻姫[26]
- 音響制作 - マジックカプセル[26]
- 音楽 - うたたね歌菜[26]
- 音楽プロデューサー - 若林豪
- 音楽ディレクター - 水鳥智栄子
- 音楽制作 - KADOKAWA[26]
- プロデューサー - 石上丈太郎、有村政輝、松田大洋、礒谷徳知、丸山創、齋藤宙央、尾形光広
- アニメーションプロデューサー - 西藤和広
- アニメーション制作 - Passione[26]
- 製作 - 見える子ちゃん製作委員会

### 主題歌
「見えないからね!?」
四谷みこ（雨宮天）によるオープニングテーマ。作詞・作曲は斉藤信治、編曲は高木龍一。
「ミタナ? ミタヨネ?? ミテルヨネ???」
四谷みこ（雨宮天）によるエンディングテーマ。作詞は烏屋茶房、作曲・編曲は本田正樹。

### 各話リスト
| 話数     | サブタイトル   | 絵コンテ | 演出                       | 作画監督                                                                                       | 総作画監督                                                                                                 | 初放送日       |
| -------- | -------------- | -------- | -------------------------- | ---------------------------------------------------------------------------------------------- | --- | -------------- |
| 第一話   | 見える？       | 小川優樹 | 松島慎太郎                 | 吉田潤                                                                                         | 嘉手苅睦 高品有桂                                                                                          | 2021年 10月3日 |
| 第二話   | 超見える       | 小川優樹 | 間島崇寛                   | 吉田潤 平田雄三 泉坂つかさ                                                                     | 柳沢まさひで 嘉手苅睦                                                                                      | 10月10日       |
| 第三話   | まだ見える     | 佐野隆史 | 北村充基                   | 吉田潤 中村優作 青野厚司 能條理行                                                              | 嘉手苅睦 橋本英樹 平田雄三                                                                                 | 10月17日       |
| 第四話   | やっぱり見える | 小川優樹 | 間島崇寛                   | 佐藤敏明 亀谷響子 吉田潤 斎藤香織 能條理行 森悦史 吉岡敏幸 高品有桂                            | 徳田夢之介                                                                                                 | 10月24日       |
| 第五話   | ワタシも見える | 高橋成世 | 松島慎太郎 間島崇寛        | 能條理行 斎藤香織                                                                              | 亀谷響子 柳沢まさひで 平田雄三 佐藤敏明                                                                    | 10月31日       |
| 第六話   | スゴいの見える | 小川優樹 | 北村充基                   | 吉田潤 能條理行 海堂ひろゆき 青野厚司 門智昭 浪上悠理                                          | 冨岡寛 平田雄三 橋本英樹                                                                                   | 11月7日        |
| 第七話   | 見た？         | 森本育郎 | 松島慎太郎                 | 橋本英樹 西川真人 植竹康彦                                                                     | 柳沢まさひで                                                                                               | 11月14日       |
| 第八話   | 見えてるもの   | 佐野隆史 | 石黒達也                   | 吉田肇 服部憲知 しまだひであき 飯飼一幸                                                        | 佐藤敏明 LAZZ 平田雄三 冨岡寛 嘉手苅睦                                                                     | 11月21日       |
| 第九話   | 見たことある   | 高橋成世 | 中邑正                     | 横井将史 能條理行 森悦史 佐々木洋也 佐藤好 青野厚司 門智昭                                     | 冨岡寛 平田雄三 海堂ひろゆき 橋本英樹 亀谷響子 細田沙織 福島達也 小川優樹                                  | 11月28日       |
| 第十話   | 見るな         | 髙橋丈夫 | 北村充基 間島崇寛 加藤峻一 | 村松尚雄 森悦史 新村香奈 吉田潤 佐藤好 植竹康彦 門智昭 西川真人 宮暁秀 中熊太一 海堂ひろゆき   | 徳田夢之介                                                                                                 | 12月5日        |
| 第十一話 | 見る？         | 森本育郎 | 松島慎太郎 加藤峻一        | 吉田潤 横井将史 森悦史 佐々木洋也 吉岡敏幸 中熊太一 福島達也                                   | 柳沢まさひで 冨岡寛 平田雄三 海堂ひろゆき 橋本英樹 亀谷響子                                                | 12月12日       |
| 第十二話 | 見える子ちゃん | 小川優樹 | 間島崇寛 石黒達也          | 松本昌代 村松尚雄 西川真人 吉岡敏幸 佐藤好 横井将史 吉田潤 石田啓一 中熊太一 山崎千絵 福島達也 | 高品有桂 細田沙織 武本大介 柳沢まさひで 冨岡寛 日向春香 近藤源一郎 海堂ひろゆき 橋本英樹 亀谷響子 徳田拓也 | 12月19日       |

### 放送局
| 放送期間                 | 放送時間                     | 放送局     | 対象地域 | 備考                                            |
| ------------------------ | ---------------------------- | ---------- | -------- | ----------------------------------------------- |
| 2021年10月3日 - 12月19日 | 日曜 22:00 - 22:30           | AT-X       | 日本全域 | 製作参加 / CS放送 / 字幕放送 / リピート放送あり |
| 2021年10月4日 - 12月20日 | 月曜 0:30 - 1:00（日曜深夜） | TOKYO MX   | 東京都   | 製作参加                                        |
|                          | 月曜 0:45 - 1:15（日曜深夜） | KBS京都    | 京都府   |                                                 |
|                          | 月曜 1:00 - 1:30（日曜深夜） | サンテレビ | 兵庫県   |                                                 |
| 2021年10月5日 - 12月21日 | 火曜 0:00 - 0:30（月曜深夜） | BS日テレ   | 日本全域 | 製作参加 / BS放送 / 『アニメにむちゅ〜』枠      |

| 配信開始日         | 配信時間                   | 配信サイト |
| ------------------ | -------------------------- | --- |
| 2021年10月4日      | 月曜 0:30（日曜深夜） 更新 | dアニメストア Amazon Prime Video |
| 2021年10月11日以降 | 各サイトを参照             | Netflix ABEMA GYAO! niconico Hulu バンダイチャンネル TELASA FOD auスマートパスプレミアム U-NEXT アニメ放題 みるぷらす ひかりTV J:COMオンデマンド アニメカ Rakuten TV Video Market GYAO!ストア DMM.com music.jp HAPPY！動画 MOVIEFULL クランクイン！ビデオ |

### BD / DVD
| 巻 | 発売日         | 収録話         | 規格品番   | 規格品番   |
| 巻 | 発売日         | 収録話         | BD         | DVD        |
| -- | -------------- | -------------- | ---------- | ---------- |
| 1  | 2021年12月22日 | 第1話 - 第4話  | ZMXZ-15101 | ZMBZ-15111 |
| 2  | 2022年1月26日  | 第5話 - 第8話  | ZMXZ-15102 | ZMBZ-15112 |
| 3  | 2022年2月25日  | 第9話 - 第12話 | ZMXZ-15103 | ZMBZ-15113 |

### Webラジオ
TVアニメ「見える子ちゃん」WEBラジオ見えるラジオ〜化〜
四谷みこ役の雨宮天によるWebラジオ。2021年10月1日から同年12月24日まで音泉にて月1回ごとに配信された。
ゲスト
- 第1・2・4回(10月1日・11月5日・12月24日) 本渡楓
- 第3・4回(12月3日・12月24日) 佐倉綾音

### Web番組
雨宮天＆本渡楓 浅草花やしきで見える子ちゃん
四谷みこ役の雨宮天と百合川ハナ役の本渡楓によるWeb番組。2021年9月19日から同年12月12日まで公式Twitterにて毎週日曜日に配信。1回だけパスを使えるというルールの中で『浅草花やしき』内のアトラクションを巡る企画を催した。

## ゲーム
謎解き！見える子ちゃん
2022年10月21日より配信を開始した公式カジュアルゲーム。四谷みこや百合川ハナなどのアニメキャラクターが登場し、イラスト中に隠れている化け物や謎を解き明かしながら物語を進める仕様となっており、ゲーム内ではテレビアニメのシーンをモチーフにした問題が出題される他、ゲームオリジナルのシーンも盛り込まれている。

## 実写映画
2024年10月10日に実写映画化が発表され、2025年6月6日に公開された。監督は中村義洋、主演は原菜乃華。

### キャスト（実写映画）
- 四谷みこ：原菜乃華
- 百合川ハナ：久間田琳加[53]
- 二暮堂ユリア：なえなの[53]
- 権藤昭生：山下幸輝[53]
- 荒井先生：堀田茜[54]
- 吉井怜[55]
- 四谷透子：高岡早紀[54]
- 遠野善：京本大我[56]
- 四谷真守：滝藤賢一[54]

### スタッフ（実写映画）
- 原作 - 泉朝樹『見える子ちゃん』（KADOKAWA刊）
- 脚本・監督：中村義洋[7]
- 音楽：堤博明[55]
- 主題歌：BABYMONSTER「Ghost」（Sony Music Labels Inc.）[57][注釈 7]
- 製作：遠藤徹哉、山本大樹、鶴丸智康、小林克彦、中村浩子、下田淳行、荒井ジョースケ、渡辺章仁、五十嵐淳之[55]
- 企画：二木大介[55]
- プロデューサー：天馬少京、星野秀樹[55]
- ミュージックスーパーバイザー：溝口大悟[55]
- ラインプロデューサー：及川義幸[55]
- 撮影：川島周[55]
- 照明：本間大海[55]
- 録音：小川武[55]
- 美術：久渡明日香[55]
- 装飾：大熊雄己[55]
- 編集：松竹利郎[55]
- VFXスーパーバイザー：齋藤大輔[55]
- スクリプター：小林加苗[55]
- 衣装：宮本茉莉[55]
- ヘアメイク：田中マリ子、梅原さとこ[55]
- キャスティング：神林理央子[55]
- アシスタントプロデューサー：原田浩行[55]
- 助監督：猪腰弘之[55]
- 制作担当：壁井優太朗[55]
- 協力プロデューサー：岡本圭三[55]
- プロデューサー補：張楠[55]
- 宣伝プロデューサー：黒澤佳奈
- 制作プロダクション：ツインズジャパン[7]
- 製作幹事・配給：KADOKAWA[7]
- 製作：「見える子ちゃん」製作委員会